# Lingua xibe
La lingua xibe (o xibo, in cinese 錫伯語, Xíbóyǔ) è una lingua appartenente alla Famiglia linguistica delle Lingue tunguse parlata nel Nord-Ovest della Cina, nella provincia dello Xinjiang.

## Localizzazione geografica
Le xibe è parlato essenzialmente nello Xian autonomo xibe di Qapqal (un distretto amministrativo autonomo) dello Xinjiang, ove risiede la maggior parte degli Xibe.

## Vitalità della lingua e pericolo di scomparsa
La lingua viene parlata solo da una parte degli Xibe, circa 30.000 persone su una etnia di circa 189.000, ma non sembra correre immediati pericoli di scomparsa, visto che viene utilizzato da persone di tutte le età e di tutti i ceti sociali. In realtà, si tratta della lingua di ceppo tunguso più parlata nello Xinjiang.

## Scrittura

"Cabcal Serkin" (nome originale del Qapqal News, il solo giornale in Xibe al mondo) in alfabeto Xibe.

Lo xibe viene scritto utilizzando l'alfabeto manciù, ma differisce dal Manciù perché le posizioni delle lettere in alcune parole sono differenti, in più, lo Xibe perde 13 sillabe delle 131 del Manciù, ed ha tre sillabe che non esistono in Manciù (wi, wo e wu).
C'era stata una proposta, in Cina, nel 1957, per adattare l'Alfabeto cirillico allo Xibe, ma è stata abbandonata in favore del ritorno alla scrittura originale.

## Fonologia
Lo Xibe è mutualmente intelligibile con il Manciù, anche se, lo Xibe si segnala per avere otto distinte vocali, in contrasto con le sei del Manchu, in più ci sono grosse differenze nella morfologia e un più complesso sistema di Armonia vocalica.

## Vocabolario
In generale, il vocabolario e la struttura sintattica dello Xibe non ha avuto le influenze dal cinese che invece il Manciù ha avuto. Tuttavia, lo Xibe ha assorbito una larga parte della terminologia sociologica Cinese, specialmente in politica, come gəming ("rivoluzione", da 革命) e zhuxi ("presidente", da 主席, ed economia: come chūna ("cassiere", da 出纳 e daikuan ("prestito", da 贷款).
Lo Xibe scritto è più conservatore e rifiuta prestiti linguistici, viceversa la Xibe parlato contiene ulteriori vocaboli derivati dal cinese, come nan (da 男 per "uomo" mentre il termine originale è niyalma. Ci sono influenze anche dal russo, come , ad esempio, konsul ("console", da консул) e mashina ("macchina da cucire", da машина). Qualche piccola lingua dello Xinjiang ha contribuito alla terminologia, per lo più quella culturale, come namas ("una festa Islamica") dalla Lingua uigura e baige ("Corsa di cavalli") dal Kazako.